# Théodore Herlin
Théodore Adrien Louis Herlin (Lilla, 22 luglio 1817 – Lilla, 2 novembre 1889) è stato un compositore di scacchi francese.
Ideatore del tema Herlin, simile al tema indiano, ma mentre in quest'ultimo il pezzo che dovrà essere intercettato si trova già aulla linea della batteria, nel tema Herlin il pezzo si trova su una diversa linea. Il tema è illustrato dal primo problema in basso.
Grande esperto di musica, fu presidente dell'Accademia musicale di Lilla, della quale scrisse una breve storia per il periodo 1816-1883. Di professione era un commerciante.
|   | a | b | c | d | e | f | g | h |   |
| 8 | c8 cavallo del bianco · a6 re del nero · d6 re del bianco · a4 pedone del nero · c4 pedone del bianco · d4 alfiere del bianco · a3 pedone del bianco | c8 cavallo del bianco · a6 re del nero · d6 re del bianco · a4 pedone del nero · c4 pedone del bianco · d4 alfiere del bianco · a3 pedone del bianco | c8 cavallo del bianco · a6 re del nero · d6 re del bianco · a4 pedone del nero · c4 pedone del bianco · d4 alfiere del bianco · a3 pedone del bianco | c8 cavallo del bianco · a6 re del nero · d6 re del bianco · a4 pedone del nero · c4 pedone del bianco · d4 alfiere del bianco · a3 pedone del bianco | c8 cavallo del bianco · a6 re del nero · d6 re del bianco · a4 pedone del nero · c4 pedone del bianco · d4 alfiere del bianco · a3 pedone del bianco | c8 cavallo del bianco · a6 re del nero · d6 re del bianco · a4 pedone del nero · c4 pedone del bianco · d4 alfiere del bianco · a3 pedone del bianco | c8 cavallo del bianco · a6 re del nero · d6 re del bianco · a4 pedone del nero · c4 pedone del bianco · d4 alfiere del bianco · a3 pedone del bianco | c8 cavallo del bianco · a6 re del nero · d6 re del bianco · a4 pedone del nero · c4 pedone del bianco · d4 alfiere del bianco · a3 pedone del bianco | 8 |
| 7 | c8 cavallo del bianco · a6 re del nero · d6 re del bianco · a4 pedone del nero · c4 pedone del bianco · d4 alfiere del bianco · a3 pedone del bianco | c8 cavallo del bianco · a6 re del nero · d6 re del bianco · a4 pedone del nero · c4 pedone del bianco · d4 alfiere del bianco · a3 pedone del bianco | c8 cavallo del bianco · a6 re del nero · d6 re del bianco · a4 pedone del nero · c4 pedone del bianco · d4 alfiere del bianco · a3 pedone del bianco | c8 cavallo del bianco · a6 re del nero · d6 re del bianco · a4 pedone del nero · c4 pedone del bianco · d4 alfiere del bianco · a3 pedone del bianco | c8 cavallo del bianco · a6 re del nero · d6 re del bianco · a4 pedone del nero · c4 pedone del bianco · d4 alfiere del bianco · a3 pedone del bianco | c8 cavallo del bianco · a6 re del nero · d6 re del bianco · a4 pedone del nero · c4 pedone del bianco · d4 alfiere del bianco · a3 pedone del bianco | c8 cavallo del bianco · a6 re del nero · d6 re del bianco · a4 pedone del nero · c4 pedone del bianco · d4 alfiere del bianco · a3 pedone del bianco | c8 cavallo del bianco · a6 re del nero · d6 re del bianco · a4 pedone del nero · c4 pedone del bianco · d4 alfiere del bianco · a3 pedone del bianco | 7 |
| 6 | c8 cavallo del bianco · a6 re del nero · d6 re del bianco · a4 pedone del nero · c4 pedone del bianco · d4 alfiere del bianco · a3 pedone del bianco | c8 cavallo del bianco · a6 re del nero · d6 re del bianco · a4 pedone del nero · c4 pedone del bianco · d4 alfiere del bianco · a3 pedone del bianco | c8 cavallo del bianco · a6 re del nero · d6 re del bianco · a4 pedone del nero · c4 pedone del bianco · d4 alfiere del bianco · a3 pedone del bianco | c8 cavallo del bianco · a6 re del nero · d6 re del bianco · a4 pedone del nero · c4 pedone del bianco · d4 alfiere del bianco · a3 pedone del bianco | c8 cavallo del bianco · a6 re del nero · d6 re del bianco · a4 pedone del nero · c4 pedone del bianco · d4 alfiere del bianco · a3 pedone del bianco | c8 cavallo del bianco · a6 re del nero · d6 re del bianco · a4 pedone del nero · c4 pedone del bianco · d4 alfiere del bianco · a3 pedone del bianco | c8 cavallo del bianco · a6 re del nero · d6 re del bianco · a4 pedone del nero · c4 pedone del bianco · d4 alfiere del bianco · a3 pedone del bianco | c8 cavallo del bianco · a6 re del nero · d6 re del bianco · a4 pedone del nero · c4 pedone del bianco · d4 alfiere del bianco · a3 pedone del bianco | 6 |
| 5 | c8 cavallo del bianco · a6 re del nero · d6 re del bianco · a4 pedone del nero · c4 pedone del bianco · d4 alfiere del bianco · a3 pedone del bianco | c8 cavallo del bianco · a6 re del nero · d6 re del bianco · a4 pedone del nero · c4 pedone del bianco · d4 alfiere del bianco · a3 pedone del bianco | c8 cavallo del bianco · a6 re del nero · d6 re del bianco · a4 pedone del nero · c4 pedone del bianco · d4 alfiere del bianco · a3 pedone del bianco | c8 cavallo del bianco · a6 re del nero · d6 re del bianco · a4 pedone del nero · c4 pedone del bianco · d4 alfiere del bianco · a3 pedone del bianco | c8 cavallo del bianco · a6 re del nero · d6 re del bianco · a4 pedone del nero · c4 pedone del bianco · d4 alfiere del bianco · a3 pedone del bianco | c8 cavallo del bianco · a6 re del nero · d6 re del bianco · a4 pedone del nero · c4 pedone del bianco · d4 alfiere del bianco · a3 pedone del bianco | c8 cavallo del bianco · a6 re del nero · d6 re del bianco · a4 pedone del nero · c4 pedone del bianco · d4 alfiere del bianco · a3 pedone del bianco | c8 cavallo del bianco · a6 re del nero · d6 re del bianco · a4 pedone del nero · c4 pedone del bianco · d4 alfiere del bianco · a3 pedone del bianco | 5 |
| 4 | c8 cavallo del bianco · a6 re del nero · d6 re del bianco · a4 pedone del nero · c4 pedone del bianco · d4 alfiere del bianco · a3 pedone del bianco | c8 cavallo del bianco · a6 re del nero · d6 re del bianco · a4 pedone del nero · c4 pedone del bianco · d4 alfiere del bianco · a3 pedone del bianco | c8 cavallo del bianco · a6 re del nero · d6 re del bianco · a4 pedone del nero · c4 pedone del bianco · d4 alfiere del bianco · a3 pedone del bianco | c8 cavallo del bianco · a6 re del nero · d6 re del bianco · a4 pedone del nero · c4 pedone del bianco · d4 alfiere del bianco · a3 pedone del bianco | c8 cavallo del bianco · a6 re del nero · d6 re del bianco · a4 pedone del nero · c4 pedone del bianco · d4 alfiere del bianco · a3 pedone del bianco | c8 cavallo del bianco · a6 re del nero · d6 re del bianco · a4 pedone del nero · c4 pedone del bianco · d4 alfiere del bianco · a3 pedone del bianco | c8 cavallo del bianco · a6 re del nero · d6 re del bianco · a4 pedone del nero · c4 pedone del bianco · d4 alfiere del bianco · a3 pedone del bianco | c8 cavallo del bianco · a6 re del nero · d6 re del bianco · a4 pedone del nero · c4 pedone del bianco · d4 alfiere del bianco · a3 pedone del bianco | 4 |
| 3 | c8 cavallo del bianco · a6 re del nero · d6 re del bianco · a4 pedone del nero · c4 pedone del bianco · d4 alfiere del bianco · a3 pedone del bianco | c8 cavallo del bianco · a6 re del nero · d6 re del bianco · a4 pedone del nero · c4 pedone del bianco · d4 alfiere del bianco · a3 pedone del bianco | c8 cavallo del bianco · a6 re del nero · d6 re del bianco · a4 pedone del nero · c4 pedone del bianco · d4 alfiere del bianco · a3 pedone del bianco | c8 cavallo del bianco · a6 re del nero · d6 re del bianco · a4 pedone del nero · c4 pedone del bianco · d4 alfiere del bianco · a3 pedone del bianco | c8 cavallo del bianco · a6 re del nero · d6 re del bianco · a4 pedone del nero · c4 pedone del bianco · d4 alfiere del bianco · a3 pedone del bianco | c8 cavallo del bianco · a6 re del nero · d6 re del bianco · a4 pedone del nero · c4 pedone del bianco · d4 alfiere del bianco · a3 pedone del bianco | c8 cavallo del bianco · a6 re del nero · d6 re del bianco · a4 pedone del nero · c4 pedone del bianco · d4 alfiere del bianco · a3 pedone del bianco | c8 cavallo del bianco · a6 re del nero · d6 re del bianco · a4 pedone del nero · c4 pedone del bianco · d4 alfiere del bianco · a3 pedone del bianco | 3 |
| 2 | c8 cavallo del bianco · a6 re del nero · d6 re del bianco · a4 pedone del nero · c4 pedone del bianco · d4 alfiere del bianco · a3 pedone del bianco | c8 cavallo del bianco · a6 re del nero · d6 re del bianco · a4 pedone del nero · c4 pedone del bianco · d4 alfiere del bianco · a3 pedone del bianco | c8 cavallo del bianco · a6 re del nero · d6 re del bianco · a4 pedone del nero · c4 pedone del bianco · d4 alfiere del bianco · a3 pedone del bianco | c8 cavallo del bianco · a6 re del nero · d6 re del bianco · a4 pedone del nero · c4 pedone del bianco · d4 alfiere del bianco · a3 pedone del bianco | c8 cavallo del bianco · a6 re del nero · d6 re del bianco · a4 pedone del nero · c4 pedone del bianco · d4 alfiere del bianco · a3 pedone del bianco | c8 cavallo del bianco · a6 re del nero · d6 re del bianco · a4 pedone del nero · c4 pedone del bianco · d4 alfiere del bianco · a3 pedone del bianco | c8 cavallo del bianco · a6 re del nero · d6 re del bianco · a4 pedone del nero · c4 pedone del bianco · d4 alfiere del bianco · a3 pedone del bianco | c8 cavallo del bianco · a6 re del nero · d6 re del bianco · a4 pedone del nero · c4 pedone del bianco · d4 alfiere del bianco · a3 pedone del bianco | 2 |
| 1 | c8 cavallo del bianco · a6 re del nero · d6 re del bianco · a4 pedone del nero · c4 pedone del bianco · d4 alfiere del bianco · a3 pedone del bianco | c8 cavallo del bianco · a6 re del nero · d6 re del bianco · a4 pedone del nero · c4 pedone del bianco · d4 alfiere del bianco · a3 pedone del bianco | c8 cavallo del bianco · a6 re del nero · d6 re del bianco · a4 pedone del nero · c4 pedone del bianco · d4 alfiere del bianco · a3 pedone del bianco | c8 cavallo del bianco · a6 re del nero · d6 re del bianco · a4 pedone del nero · c4 pedone del bianco · d4 alfiere del bianco · a3 pedone del bianco | c8 cavallo del bianco · a6 re del nero · d6 re del bianco · a4 pedone del nero · c4 pedone del bianco · d4 alfiere del bianco · a3 pedone del bianco | c8 cavallo del bianco · a6 re del nero · d6 re del bianco · a4 pedone del nero · c4 pedone del bianco · d4 alfiere del bianco · a3 pedone del bianco | c8 cavallo del bianco · a6 re del nero · d6 re del bianco · a4 pedone del nero · c4 pedone del bianco · d4 alfiere del bianco · a3 pedone del bianco | c8 cavallo del bianco · a6 re del nero · d6 re del bianco · a4 pedone del nero · c4 pedone del bianco · d4 alfiere del bianco · a3 pedone del bianco | 1 |
|   | a | b | c | d | e | f | g | h |   |

Soluzione:
1. Rc7!  (zugzwang)
1... Ra5  2. Af6 Ra6

|   | a | b | c | d | e | f | g | h |   |
| 8 | h8 donna del bianco · f7 pedone del nero · h7 torre del nero · b6 pedone del bianco · d6 pedone del bianco · e6 cavallo del bianco · f6 torre del bianco · h6 alfiere del bianco · a5 re del bianco · c5 pedone del bianco · e5 re del nero · h5 pedone del bianco · a4 pedone del nero · b4 pedone del nero · d4 pedone del nero · d3 pedone del nero · f2 cavallo del bianco · g2 pedone del bianco · a1 donna del nero · c1 alfiere del nero · e1 cavallo del nero | h8 donna del bianco · f7 pedone del nero · h7 torre del nero · b6 pedone del bianco · d6 pedone del bianco · e6 cavallo del bianco · f6 torre del bianco · h6 alfiere del bianco · a5 re del bianco · c5 pedone del bianco · e5 re del nero · h5 pedone del bianco · a4 pedone del nero · b4 pedone del nero · d4 pedone del nero · d3 pedone del nero · f2 cavallo del bianco · g2 pedone del bianco · a1 donna del nero · c1 alfiere del nero · e1 cavallo del nero | h8 donna del bianco · f7 pedone del nero · h7 torre del nero · b6 pedone del bianco · d6 pedone del bianco · e6 cavallo del bianco · f6 torre del bianco · h6 alfiere del bianco · a5 re del bianco · c5 pedone del bianco · e5 re del nero · h5 pedone del bianco · a4 pedone del nero · b4 pedone del nero · d4 pedone del nero · d3 pedone del nero · f2 cavallo del bianco · g2 pedone del bianco · a1 donna del nero · c1 alfiere del nero · e1 cavallo del nero | h8 donna del bianco · f7 pedone del nero · h7 torre del nero · b6 pedone del bianco · d6 pedone del bianco · e6 cavallo del bianco · f6 torre del bianco · h6 alfiere del bianco · a5 re del bianco · c5 pedone del bianco · e5 re del nero · h5 pedone del bianco · a4 pedone del nero · b4 pedone del nero · d4 pedone del nero · d3 pedone del nero · f2 cavallo del bianco · g2 pedone del bianco · a1 donna del nero · c1 alfiere del nero · e1 cavallo del nero | h8 donna del bianco · f7 pedone del nero · h7 torre del nero · b6 pedone del bianco · d6 pedone del bianco · e6 cavallo del bianco · f6 torre del bianco · h6 alfiere del bianco · a5 re del bianco · c5 pedone del bianco · e5 re del nero · h5 pedone del bianco · a4 pedone del nero · b4 pedone del nero · d4 pedone del nero · d3 pedone del nero · f2 cavallo del bianco · g2 pedone del bianco · a1 donna del nero · c1 alfiere del nero · e1 cavallo del nero | h8 donna del bianco · f7 pedone del nero · h7 torre del nero · b6 pedone del bianco · d6 pedone del bianco · e6 cavallo del bianco · f6 torre del bianco · h6 alfiere del bianco · a5 re del bianco · c5 pedone del bianco · e5 re del nero · h5 pedone del bianco · a4 pedone del nero · b4 pedone del nero · d4 pedone del nero · d3 pedone del nero · f2 cavallo del bianco · g2 pedone del bianco · a1 donna del nero · c1 alfiere del nero · e1 cavallo del nero | h8 donna del bianco · f7 pedone del nero · h7 torre del nero · b6 pedone del bianco · d6 pedone del bianco · e6 cavallo del bianco · f6 torre del bianco · h6 alfiere del bianco · a5 re del bianco · c5 pedone del bianco · e5 re del nero · h5 pedone del bianco · a4 pedone del nero · b4 pedone del nero · d4 pedone del nero · d3 pedone del nero · f2 cavallo del bianco · g2 pedone del bianco · a1 donna del nero · c1 alfiere del nero · e1 cavallo del nero | h8 donna del bianco · f7 pedone del nero · h7 torre del nero · b6 pedone del bianco · d6 pedone del bianco · e6 cavallo del bianco · f6 torre del bianco · h6 alfiere del bianco · a5 re del bianco · c5 pedone del bianco · e5 re del nero · h5 pedone del bianco · a4 pedone del nero · b4 pedone del nero · d4 pedone del nero · d3 pedone del nero · f2 cavallo del bianco · g2 pedone del bianco · a1 donna del nero · c1 alfiere del nero · e1 cavallo del nero | 8 |
| 7 | h8 donna del bianco · f7 pedone del nero · h7 torre del nero · b6 pedone del bianco · d6 pedone del bianco · e6 cavallo del bianco · f6 torre del bianco · h6 alfiere del bianco · a5 re del bianco · c5 pedone del bianco · e5 re del nero · h5 pedone del bianco · a4 pedone del nero · b4 pedone del nero · d4 pedone del nero · d3 pedone del nero · f2 cavallo del bianco · g2 pedone del bianco · a1 donna del nero · c1 alfiere del nero · e1 cavallo del nero | h8 donna del bianco · f7 pedone del nero · h7 torre del nero · b6 pedone del bianco · d6 pedone del bianco · e6 cavallo del bianco · f6 torre del bianco · h6 alfiere del bianco · a5 re del bianco · c5 pedone del bianco · e5 re del nero · h5 pedone del bianco · a4 pedone del nero · b4 pedone del nero · d4 pedone del nero · d3 pedone del nero · f2 cavallo del bianco · g2 pedone del bianco · a1 donna del nero · c1 alfiere del nero · e1 cavallo del nero | h8 donna del bianco · f7 pedone del nero · h7 torre del nero · b6 pedone del bianco · d6 pedone del bianco · e6 cavallo del bianco · f6 torre del bianco · h6 alfiere del bianco · a5 re del bianco · c5 pedone del bianco · e5 re del nero · h5 pedone del bianco · a4 pedone del nero · b4 pedone del nero · d4 pedone del nero · d3 pedone del nero · f2 cavallo del bianco · g2 pedone del bianco · a1 donna del nero · c1 alfiere del nero · e1 cavallo del nero | h8 donna del bianco · f7 pedone del nero · h7 torre del nero · b6 pedone del bianco · d6 pedone del bianco · e6 cavallo del bianco · f6 torre del bianco · h6 alfiere del bianco · a5 re del bianco · c5 pedone del bianco · e5 re del nero · h5 pedone del bianco · a4 pedone del nero · b4 pedone del nero · d4 pedone del nero · d3 pedone del nero · f2 cavallo del bianco · g2 pedone del bianco · a1 donna del nero · c1 alfiere del nero · e1 cavallo del nero | h8 donna del bianco · f7 pedone del nero · h7 torre del nero · b6 pedone del bianco · d6 pedone del bianco · e6 cavallo del bianco · f6 torre del bianco · h6 alfiere del bianco · a5 re del bianco · c5 pedone del bianco · e5 re del nero · h5 pedone del bianco · a4 pedone del nero · b4 pedone del nero · d4 pedone del nero · d3 pedone del nero · f2 cavallo del bianco · g2 pedone del bianco · a1 donna del nero · c1 alfiere del nero · e1 cavallo del nero | h8 donna del bianco · f7 pedone del nero · h7 torre del nero · b6 pedone del bianco · d6 pedone del bianco · e6 cavallo del bianco · f6 torre del bianco · h6 alfiere del bianco · a5 re del bianco · c5 pedone del bianco · e5 re del nero · h5 pedone del bianco · a4 pedone del nero · b4 pedone del nero · d4 pedone del nero · d3 pedone del nero · f2 cavallo del bianco · g2 pedone del bianco · a1 donna del nero · c1 alfiere del nero · e1 cavallo del nero | h8 donna del bianco · f7 pedone del nero · h7 torre del nero · b6 pedone del bianco · d6 pedone del bianco · e6 cavallo del bianco · f6 torre del bianco · h6 alfiere del bianco · a5 re del bianco · c5 pedone del bianco · e5 re del nero · h5 pedone del bianco · a4 pedone del nero · b4 pedone del nero · d4 pedone del nero · d3 pedone del nero · f2 cavallo del bianco · g2 pedone del bianco · a1 donna del nero · c1 alfiere del nero · e1 cavallo del nero | h8 donna del bianco · f7 pedone del nero · h7 torre del nero · b6 pedone del bianco · d6 pedone del bianco · e6 cavallo del bianco · f6 torre del bianco · h6 alfiere del bianco · a5 re del bianco · c5 pedone del bianco · e5 re del nero · h5 pedone del bianco · a4 pedone del nero · b4 pedone del nero · d4 pedone del nero · d3 pedone del nero · f2 cavallo del bianco · g2 pedone del bianco · a1 donna del nero · c1 alfiere del nero · e1 cavallo del nero | 7 |
| 6 | h8 donna del bianco · f7 pedone del nero · h7 torre del nero · b6 pedone del bianco · d6 pedone del bianco · e6 cavallo del bianco · f6 torre del bianco · h6 alfiere del bianco · a5 re del bianco · c5 pedone del bianco · e5 re del nero · h5 pedone del bianco · a4 pedone del nero · b4 pedone del nero · d4 pedone del nero · d3 pedone del nero · f2 cavallo del bianco · g2 pedone del bianco · a1 donna del nero · c1 alfiere del nero · e1 cavallo del nero | h8 donna del bianco · f7 pedone del nero · h7 torre del nero · b6 pedone del bianco · d6 pedone del bianco · e6 cavallo del bianco · f6 torre del bianco · h6 alfiere del bianco · a5 re del bianco · c5 pedone del bianco · e5 re del nero · h5 pedone del bianco · a4 pedone del nero · b4 pedone del nero · d4 pedone del nero · d3 pedone del nero · f2 cavallo del bianco · g2 pedone del bianco · a1 donna del nero · c1 alfiere del nero · e1 cavallo del nero | h8 donna del bianco · f7 pedone del nero · h7 torre del nero · b6 pedone del bianco · d6 pedone del bianco · e6 cavallo del bianco · f6 torre del bianco · h6 alfiere del bianco · a5 re del bianco · c5 pedone del bianco · e5 re del nero · h5 pedone del bianco · a4 pedone del nero · b4 pedone del nero · d4 pedone del nero · d3 pedone del nero · f2 cavallo del bianco · g2 pedone del bianco · a1 donna del nero · c1 alfiere del nero · e1 cavallo del nero | h8 donna del bianco · f7 pedone del nero · h7 torre del nero · b6 pedone del bianco · d6 pedone del bianco · e6 cavallo del bianco · f6 torre del bianco · h6 alfiere del bianco · a5 re del bianco · c5 pedone del bianco · e5 re del nero · h5 pedone del bianco · a4 pedone del nero · b4 pedone del nero · d4 pedone del nero · d3 pedone del nero · f2 cavallo del bianco · g2 pedone del bianco · a1 donna del nero · c1 alfiere del nero · e1 cavallo del nero | h8 donna del bianco · f7 pedone del nero · h7 torre del nero · b6 pedone del bianco · d6 pedone del bianco · e6 cavallo del bianco · f6 torre del bianco · h6 alfiere del bianco · a5 re del bianco · c5 pedone del bianco · e5 re del nero · h5 pedone del bianco · a4 pedone del nero · b4 pedone del nero · d4 pedone del nero · d3 pedone del nero · f2 cavallo del bianco · g2 pedone del bianco · a1 donna del nero · c1 alfiere del nero · e1 cavallo del nero | h8 donna del bianco · f7 pedone del nero · h7 torre del nero · b6 pedone del bianco · d6 pedone del bianco · e6 cavallo del bianco · f6 torre del bianco · h6 alfiere del bianco · a5 re del bianco · c5 pedone del bianco · e5 re del nero · h5 pedone del bianco · a4 pedone del nero · b4 pedone del nero · d4 pedone del nero · d3 pedone del nero · f2 cavallo del bianco · g2 pedone del bianco · a1 donna del nero · c1 alfiere del nero · e1 cavallo del nero | h8 donna del bianco · f7 pedone del nero · h7 torre del nero · b6 pedone del bianco · d6 pedone del bianco · e6 cavallo del bianco · f6 torre del bianco · h6 alfiere del bianco · a5 re del bianco · c5 pedone del bianco · e5 re del nero · h5 pedone del bianco · a4 pedone del nero · b4 pedone del nero · d4 pedone del nero · d3 pedone del nero · f2 cavallo del bianco · g2 pedone del bianco · a1 donna del nero · c1 alfiere del nero · e1 cavallo del nero | h8 donna del bianco · f7 pedone del nero · h7 torre del nero · b6 pedone del bianco · d6 pedone del bianco · e6 cavallo del bianco · f6 torre del bianco · h6 alfiere del bianco · a5 re del bianco · c5 pedone del bianco · e5 re del nero · h5 pedone del bianco · a4 pedone del nero · b4 pedone del nero · d4 pedone del nero · d3 pedone del nero · f2 cavallo del bianco · g2 pedone del bianco · a1 donna del nero · c1 alfiere del nero · e1 cavallo del nero | 6 |
| 5 | h8 donna del bianco · f7 pedone del nero · h7 torre del nero · b6 pedone del bianco · d6 pedone del bianco · e6 cavallo del bianco · f6 torre del bianco · h6 alfiere del bianco · a5 re del bianco · c5 pedone del bianco · e5 re del nero · h5 pedone del bianco · a4 pedone del nero · b4 pedone del nero · d4 pedone del nero · d3 pedone del nero · f2 cavallo del bianco · g2 pedone del bianco · a1 donna del nero · c1 alfiere del nero · e1 cavallo del nero | h8 donna del bianco · f7 pedone del nero · h7 torre del nero · b6 pedone del bianco · d6 pedone del bianco · e6 cavallo del bianco · f6 torre del bianco · h6 alfiere del bianco · a5 re del bianco · c5 pedone del bianco · e5 re del nero · h5 pedone del bianco · a4 pedone del nero · b4 pedone del nero · d4 pedone del nero · d3 pedone del nero · f2 cavallo del bianco · g2 pedone del bianco · a1 donna del nero · c1 alfiere del nero · e1 cavallo del nero | h8 donna del bianco · f7 pedone del nero · h7 torre del nero · b6 pedone del bianco · d6 pedone del bianco · e6 cavallo del bianco · f6 torre del bianco · h6 alfiere del bianco · a5 re del bianco · c5 pedone del bianco · e5 re del nero · h5 pedone del bianco · a4 pedone del nero · b4 pedone del nero · d4 pedone del nero · d3 pedone del nero · f2 cavallo del bianco · g2 pedone del bianco · a1 donna del nero · c1 alfiere del nero · e1 cavallo del nero | h8 donna del bianco · f7 pedone del nero · h7 torre del nero · b6 pedone del bianco · d6 pedone del bianco · e6 cavallo del bianco · f6 torre del bianco · h6 alfiere del bianco · a5 re del bianco · c5 pedone del bianco · e5 re del nero · h5 pedone del bianco · a4 pedone del nero · b4 pedone del nero · d4 pedone del nero · d3 pedone del nero · f2 cavallo del bianco · g2 pedone del bianco · a1 donna del nero · c1 alfiere del nero · e1 cavallo del nero | h8 donna del bianco · f7 pedone del nero · h7 torre del nero · b6 pedone del bianco · d6 pedone del bianco · e6 cavallo del bianco · f6 torre del bianco · h6 alfiere del bianco · a5 re del bianco · c5 pedone del bianco · e5 re del nero · h5 pedone del bianco · a4 pedone del nero · b4 pedone del nero · d4 pedone del nero · d3 pedone del nero · f2 cavallo del bianco · g2 pedone del bianco · a1 donna del nero · c1 alfiere del nero · e1 cavallo del nero | h8 donna del bianco · f7 pedone del nero · h7 torre del nero · b6 pedone del bianco · d6 pedone del bianco · e6 cavallo del bianco · f6 torre del bianco · h6 alfiere del bianco · a5 re del bianco · c5 pedone del bianco · e5 re del nero · h5 pedone del bianco · a4 pedone del nero · b4 pedone del nero · d4 pedone del nero · d3 pedone del nero · f2 cavallo del bianco · g2 pedone del bianco · a1 donna del nero · c1 alfiere del nero · e1 cavallo del nero | h8 donna del bianco · f7 pedone del nero · h7 torre del nero · b6 pedone del bianco · d6 pedone del bianco · e6 cavallo del bianco · f6 torre del bianco · h6 alfiere del bianco · a5 re del bianco · c5 pedone del bianco · e5 re del nero · h5 pedone del bianco · a4 pedone del nero · b4 pedone del nero · d4 pedone del nero · d3 pedone del nero · f2 cavallo del bianco · g2 pedone del bianco · a1 donna del nero · c1 alfiere del nero · e1 cavallo del nero | h8 donna del bianco · f7 pedone del nero · h7 torre del nero · b6 pedone del bianco · d6 pedone del bianco · e6 cavallo del bianco · f6 torre del bianco · h6 alfiere del bianco · a5 re del bianco · c5 pedone del bianco · e5 re del nero · h5 pedone del bianco · a4 pedone del nero · b4 pedone del nero · d4 pedone del nero · d3 pedone del nero · f2 cavallo del bianco · g2 pedone del bianco · a1 donna del nero · c1 alfiere del nero · e1 cavallo del nero | 5 |
| 4 | h8 donna del bianco · f7 pedone del nero · h7 torre del nero · b6 pedone del bianco · d6 pedone del bianco · e6 cavallo del bianco · f6 torre del bianco · h6 alfiere del bianco · a5 re del bianco · c5 pedone del bianco · e5 re del nero · h5 pedone del bianco · a4 pedone del nero · b4 pedone del nero · d4 pedone del nero · d3 pedone del nero · f2 cavallo del bianco · g2 pedone del bianco · a1 donna del nero · c1 alfiere del nero · e1 cavallo del nero | h8 donna del bianco · f7 pedone del nero · h7 torre del nero · b6 pedone del bianco · d6 pedone del bianco · e6 cavallo del bianco · f6 torre del bianco · h6 alfiere del bianco · a5 re del bianco · c5 pedone del bianco · e5 re del nero · h5 pedone del bianco · a4 pedone del nero · b4 pedone del nero · d4 pedone del nero · d3 pedone del nero · f2 cavallo del bianco · g2 pedone del bianco · a1 donna del nero · c1 alfiere del nero · e1 cavallo del nero | h8 donna del bianco · f7 pedone del nero · h7 torre del nero · b6 pedone del bianco · d6 pedone del bianco · e6 cavallo del bianco · f6 torre del bianco · h6 alfiere del bianco · a5 re del bianco · c5 pedone del bianco · e5 re del nero · h5 pedone del bianco · a4 pedone del nero · b4 pedone del nero · d4 pedone del nero · d3 pedone del nero · f2 cavallo del bianco · g2 pedone del bianco · a1 donna del nero · c1 alfiere del nero · e1 cavallo del nero | h8 donna del bianco · f7 pedone del nero · h7 torre del nero · b6 pedone del bianco · d6 pedone del bianco · e6 cavallo del bianco · f6 torre del bianco · h6 alfiere del bianco · a5 re del bianco · c5 pedone del bianco · e5 re del nero · h5 pedone del bianco · a4 pedone del nero · b4 pedone del nero · d4 pedone del nero · d3 pedone del nero · f2 cavallo del bianco · g2 pedone del bianco · a1 donna del nero · c1 alfiere del nero · e1 cavallo del nero | h8 donna del bianco · f7 pedone del nero · h7 torre del nero · b6 pedone del bianco · d6 pedone del bianco · e6 cavallo del bianco · f6 torre del bianco · h6 alfiere del bianco · a5 re del bianco · c5 pedone del bianco · e5 re del nero · h5 pedone del bianco · a4 pedone del nero · b4 pedone del nero · d4 pedone del nero · d3 pedone del nero · f2 cavallo del bianco · g2 pedone del bianco · a1 donna del nero · c1 alfiere del nero · e1 cavallo del nero | h8 donna del bianco · f7 pedone del nero · h7 torre del nero · b6 pedone del bianco · d6 pedone del bianco · e6 cavallo del bianco · f6 torre del bianco · h6 alfiere del bianco · a5 re del bianco · c5 pedone del bianco · e5 re del nero · h5 pedone del bianco · a4 pedone del nero · b4 pedone del nero · d4 pedone del nero · d3 pedone del nero · f2 cavallo del bianco · g2 pedone del bianco · a1 donna del nero · c1 alfiere del nero · e1 cavallo del nero | h8 donna del bianco · f7 pedone del nero · h7 torre del nero · b6 pedone del bianco · d6 pedone del bianco · e6 cavallo del bianco · f6 torre del bianco · h6 alfiere del bianco · a5 re del bianco · c5 pedone del bianco · e5 re del nero · h5 pedone del bianco · a4 pedone del nero · b4 pedone del nero · d4 pedone del nero · d3 pedone del nero · f2 cavallo del bianco · g2 pedone del bianco · a1 donna del nero · c1 alfiere del nero · e1 cavallo del nero | h8 donna del bianco · f7 pedone del nero · h7 torre del nero · b6 pedone del bianco · d6 pedone del bianco · e6 cavallo del bianco · f6 torre del bianco · h6 alfiere del bianco · a5 re del bianco · c5 pedone del bianco · e5 re del nero · h5 pedone del bianco · a4 pedone del nero · b4 pedone del nero · d4 pedone del nero · d3 pedone del nero · f2 cavallo del bianco · g2 pedone del bianco · a1 donna del nero · c1 alfiere del nero · e1 cavallo del nero | 4 |
| 3 | h8 donna del bianco · f7 pedone del nero · h7 torre del nero · b6 pedone del bianco · d6 pedone del bianco · e6 cavallo del bianco · f6 torre del bianco · h6 alfiere del bianco · a5 re del bianco · c5 pedone del bianco · e5 re del nero · h5 pedone del bianco · a4 pedone del nero · b4 pedone del nero · d4 pedone del nero · d3 pedone del nero · f2 cavallo del bianco · g2 pedone del bianco · a1 donna del nero · c1 alfiere del nero · e1 cavallo del nero | h8 donna del bianco · f7 pedone del nero · h7 torre del nero · b6 pedone del bianco · d6 pedone del bianco · e6 cavallo del bianco · f6 torre del bianco · h6 alfiere del bianco · a5 re del bianco · c5 pedone del bianco · e5 re del nero · h5 pedone del bianco · a4 pedone del nero · b4 pedone del nero · d4 pedone del nero · d3 pedone del nero · f2 cavallo del bianco · g2 pedone del bianco · a1 donna del nero · c1 alfiere del nero · e1 cavallo del nero | h8 donna del bianco · f7 pedone del nero · h7 torre del nero · b6 pedone del bianco · d6 pedone del bianco · e6 cavallo del bianco · f6 torre del bianco · h6 alfiere del bianco · a5 re del bianco · c5 pedone del bianco · e5 re del nero · h5 pedone del bianco · a4 pedone del nero · b4 pedone del nero · d4 pedone del nero · d3 pedone del nero · f2 cavallo del bianco · g2 pedone del bianco · a1 donna del nero · c1 alfiere del nero · e1 cavallo del nero | h8 donna del bianco · f7 pedone del nero · h7 torre del nero · b6 pedone del bianco · d6 pedone del bianco · e6 cavallo del bianco · f6 torre del bianco · h6 alfiere del bianco · a5 re del bianco · c5 pedone del bianco · e5 re del nero · h5 pedone del bianco · a4 pedone del nero · b4 pedone del nero · d4 pedone del nero · d3 pedone del nero · f2 cavallo del bianco · g2 pedone del bianco · a1 donna del nero · c1 alfiere del nero · e1 cavallo del nero | h8 donna del bianco · f7 pedone del nero · h7 torre del nero · b6 pedone del bianco · d6 pedone del bianco · e6 cavallo del bianco · f6 torre del bianco · h6 alfiere del bianco · a5 re del bianco · c5 pedone del bianco · e5 re del nero · h5 pedone del bianco · a4 pedone del nero · b4 pedone del nero · d4 pedone del nero · d3 pedone del nero · f2 cavallo del bianco · g2 pedone del bianco · a1 donna del nero · c1 alfiere del nero · e1 cavallo del nero | h8 donna del bianco · f7 pedone del nero · h7 torre del nero · b6 pedone del bianco · d6 pedone del bianco · e6 cavallo del bianco · f6 torre del bianco · h6 alfiere del bianco · a5 re del bianco · c5 pedone del bianco · e5 re del nero · h5 pedone del bianco · a4 pedone del nero · b4 pedone del nero · d4 pedone del nero · d3 pedone del nero · f2 cavallo del bianco · g2 pedone del bianco · a1 donna del nero · c1 alfiere del nero · e1 cavallo del nero | h8 donna del bianco · f7 pedone del nero · h7 torre del nero · b6 pedone del bianco · d6 pedone del bianco · e6 cavallo del bianco · f6 torre del bianco · h6 alfiere del bianco · a5 re del bianco · c5 pedone del bianco · e5 re del nero · h5 pedone del bianco · a4 pedone del nero · b4 pedone del nero · d4 pedone del nero · d3 pedone del nero · f2 cavallo del bianco · g2 pedone del bianco · a1 donna del nero · c1 alfiere del nero · e1 cavallo del nero | h8 donna del bianco · f7 pedone del nero · h7 torre del nero · b6 pedone del bianco · d6 pedone del bianco · e6 cavallo del bianco · f6 torre del bianco · h6 alfiere del bianco · a5 re del bianco · c5 pedone del bianco · e5 re del nero · h5 pedone del bianco · a4 pedone del nero · b4 pedone del nero · d4 pedone del nero · d3 pedone del nero · f2 cavallo del bianco · g2 pedone del bianco · a1 donna del nero · c1 alfiere del nero · e1 cavallo del nero | 3 |
| 2 | h8 donna del bianco · f7 pedone del nero · h7 torre del nero · b6 pedone del bianco · d6 pedone del bianco · e6 cavallo del bianco · f6 torre del bianco · h6 alfiere del bianco · a5 re del bianco · c5 pedone del bianco · e5 re del nero · h5 pedone del bianco · a4 pedone del nero · b4 pedone del nero · d4 pedone del nero · d3 pedone del nero · f2 cavallo del bianco · g2 pedone del bianco · a1 donna del nero · c1 alfiere del nero · e1 cavallo del nero | h8 donna del bianco · f7 pedone del nero · h7 torre del nero · b6 pedone del bianco · d6 pedone del bianco · e6 cavallo del bianco · f6 torre del bianco · h6 alfiere del bianco · a5 re del bianco · c5 pedone del bianco · e5 re del nero · h5 pedone del bianco · a4 pedone del nero · b4 pedone del nero · d4 pedone del nero · d3 pedone del nero · f2 cavallo del bianco · g2 pedone del bianco · a1 donna del nero · c1 alfiere del nero · e1 cavallo del nero | h8 donna del bianco · f7 pedone del nero · h7 torre del nero · b6 pedone del bianco · d6 pedone del bianco · e6 cavallo del bianco · f6 torre del bianco · h6 alfiere del bianco · a5 re del bianco · c5 pedone del bianco · e5 re del nero · h5 pedone del bianco · a4 pedone del nero · b4 pedone del nero · d4 pedone del nero · d3 pedone del nero · f2 cavallo del bianco · g2 pedone del bianco · a1 donna del nero · c1 alfiere del nero · e1 cavallo del nero | h8 donna del bianco · f7 pedone del nero · h7 torre del nero · b6 pedone del bianco · d6 pedone del bianco · e6 cavallo del bianco · f6 torre del bianco · h6 alfiere del bianco · a5 re del bianco · c5 pedone del bianco · e5 re del nero · h5 pedone del bianco · a4 pedone del nero · b4 pedone del nero · d4 pedone del nero · d3 pedone del nero · f2 cavallo del bianco · g2 pedone del bianco · a1 donna del nero · c1 alfiere del nero · e1 cavallo del nero | h8 donna del bianco · f7 pedone del nero · h7 torre del nero · b6 pedone del bianco · d6 pedone del bianco · e6 cavallo del bianco · f6 torre del bianco · h6 alfiere del bianco · a5 re del bianco · c5 pedone del bianco · e5 re del nero · h5 pedone del bianco · a4 pedone del nero · b4 pedone del nero · d4 pedone del nero · d3 pedone del nero · f2 cavallo del bianco · g2 pedone del bianco · a1 donna del nero · c1 alfiere del nero · e1 cavallo del nero | h8 donna del bianco · f7 pedone del nero · h7 torre del nero · b6 pedone del bianco · d6 pedone del bianco · e6 cavallo del bianco · f6 torre del bianco · h6 alfiere del bianco · a5 re del bianco · c5 pedone del bianco · e5 re del nero · h5 pedone del bianco · a4 pedone del nero · b4 pedone del nero · d4 pedone del nero · d3 pedone del nero · f2 cavallo del bianco · g2 pedone del bianco · a1 donna del nero · c1 alfiere del nero · e1 cavallo del nero | h8 donna del bianco · f7 pedone del nero · h7 torre del nero · b6 pedone del bianco · d6 pedone del bianco · e6 cavallo del bianco · f6 torre del bianco · h6 alfiere del bianco · a5 re del bianco · c5 pedone del bianco · e5 re del nero · h5 pedone del bianco · a4 pedone del nero · b4 pedone del nero · d4 pedone del nero · d3 pedone del nero · f2 cavallo del bianco · g2 pedone del bianco · a1 donna del nero · c1 alfiere del nero · e1 cavallo del nero | h8 donna del bianco · f7 pedone del nero · h7 torre del nero · b6 pedone del bianco · d6 pedone del bianco · e6 cavallo del bianco · f6 torre del bianco · h6 alfiere del bianco · a5 re del bianco · c5 pedone del bianco · e5 re del nero · h5 pedone del bianco · a4 pedone del nero · b4 pedone del nero · d4 pedone del nero · d3 pedone del nero · f2 cavallo del bianco · g2 pedone del bianco · a1 donna del nero · c1 alfiere del nero · e1 cavallo del nero | 2 |
| 1 | h8 donna del bianco · f7 pedone del nero · h7 torre del nero · b6 pedone del bianco · d6 pedone del bianco · e6 cavallo del bianco · f6 torre del bianco · h6 alfiere del bianco · a5 re del bianco · c5 pedone del bianco · e5 re del nero · h5 pedone del bianco · a4 pedone del nero · b4 pedone del nero · d4 pedone del nero · d3 pedone del nero · f2 cavallo del bianco · g2 pedone del bianco · a1 donna del nero · c1 alfiere del nero · e1 cavallo del nero | h8 donna del bianco · f7 pedone del nero · h7 torre del nero · b6 pedone del bianco · d6 pedone del bianco · e6 cavallo del bianco · f6 torre del bianco · h6 alfiere del bianco · a5 re del bianco · c5 pedone del bianco · e5 re del nero · h5 pedone del bianco · a4 pedone del nero · b4 pedone del nero · d4 pedone del nero · d3 pedone del nero · f2 cavallo del bianco · g2 pedone del bianco · a1 donna del nero · c1 alfiere del nero · e1 cavallo del nero | h8 donna del bianco · f7 pedone del nero · h7 torre del nero · b6 pedone del bianco · d6 pedone del bianco · e6 cavallo del bianco · f6 torre del bianco · h6 alfiere del bianco · a5 re del bianco · c5 pedone del bianco · e5 re del nero · h5 pedone del bianco · a4 pedone del nero · b4 pedone del nero · d4 pedone del nero · d3 pedone del nero · f2 cavallo del bianco · g2 pedone del bianco · a1 donna del nero · c1 alfiere del nero · e1 cavallo del nero | h8 donna del bianco · f7 pedone del nero · h7 torre del nero · b6 pedone del bianco · d6 pedone del bianco · e6 cavallo del bianco · f6 torre del bianco · h6 alfiere del bianco · a5 re del bianco · c5 pedone del bianco · e5 re del nero · h5 pedone del bianco · a4 pedone del nero · b4 pedone del nero · d4 pedone del nero · d3 pedone del nero · f2 cavallo del bianco · g2 pedone del bianco · a1 donna del nero · c1 alfiere del nero · e1 cavallo del nero | h8 donna del bianco · f7 pedone del nero · h7 torre del nero · b6 pedone del bianco · d6 pedone del bianco · e6 cavallo del bianco · f6 torre del bianco · h6 alfiere del bianco · a5 re del bianco · c5 pedone del bianco · e5 re del nero · h5 pedone del bianco · a4 pedone del nero · b4 pedone del nero · d4 pedone del nero · d3 pedone del nero · f2 cavallo del bianco · g2 pedone del bianco · a1 donna del nero · c1 alfiere del nero · e1 cavallo del nero | h8 donna del bianco · f7 pedone del nero · h7 torre del nero · b6 pedone del bianco · d6 pedone del bianco · e6 cavallo del bianco · f6 torre del bianco · h6 alfiere del bianco · a5 re del bianco · c5 pedone del bianco · e5 re del nero · h5 pedone del bianco · a4 pedone del nero · b4 pedone del nero · d4 pedone del nero · d3 pedone del nero · f2 cavallo del bianco · g2 pedone del bianco · a1 donna del nero · c1 alfiere del nero · e1 cavallo del nero | h8 donna del bianco · f7 pedone del nero · h7 torre del nero · b6 pedone del bianco · d6 pedone del bianco · e6 cavallo del bianco · f6 torre del bianco · h6 alfiere del bianco · a5 re del bianco · c5 pedone del bianco · e5 re del nero · h5 pedone del bianco · a4 pedone del nero · b4 pedone del nero · d4 pedone del nero · d3 pedone del nero · f2 cavallo del bianco · g2 pedone del bianco · a1 donna del nero · c1 alfiere del nero · e1 cavallo del nero | h8 donna del bianco · f7 pedone del nero · h7 torre del nero · b6 pedone del bianco · d6 pedone del bianco · e6 cavallo del bianco · f6 torre del bianco · h6 alfiere del bianco · a5 re del bianco · c5 pedone del bianco · e5 re del nero · h5 pedone del bianco · a4 pedone del nero · b4 pedone del nero · d4 pedone del nero · d3 pedone del nero · f2 cavallo del bianco · g2 pedone del bianco · a1 donna del nero · c1 alfiere del nero · e1 cavallo del nero | 1 |
|   | a | b | c | d | e | f | g | h |   |

Soluzione:
1. Rb5!  (min. 2. Cg4+ Rd5 3. Da8#)
1... Da2  2. Tf5+ Rxe6  3. Dc8#

1... d2   2. Af4+ Rd5  3. Da8#

1... fxe6  2. Tf5+ Rxf5  3. g4#

1... Txh8  2. Cg7 ...  3. Tf5#